# Ataque al Aeropuerto Internacional de Zhitómir
El ataque al aeropuerto de Zhitómir tuvo lugar el 27 de febrero de 2022 en Zhitómir, Oblast de Zhytomyr, Ucrania, ubicada a unos 150 km de la capital Kiev, durante la invasión rusa de Ucrania de 2022. Se informó que Rusia utilizó sistemas de misiles 9K720 Iskander, ubicados en Bielorrusia, para atacar el aeropuerto de Zhytómir.

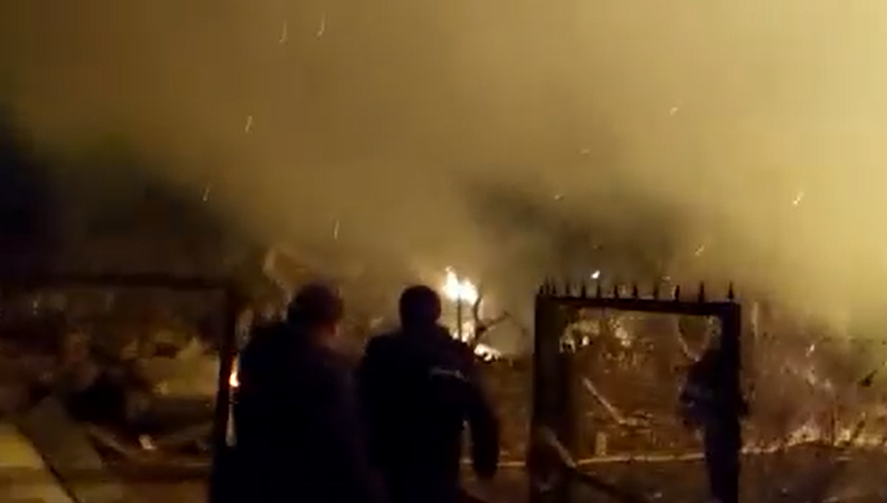
Ataque al aeropuerto de Zhytómyr el 27 de febrero de 2022.